# Der Andere (2008)
Der Andere (Originaltitel: The Other Man) ist ein US-amerikanischer Spielfilm von Richard Eyre aus dem Jahr 2008 nach einer Kurzgeschichte von Bernhard Schlink. Der Film lief am 1. Juli 2010 in den deutschen Kinos an.

## Handlung
Peter ist Softwaredesigner und besitzt eine erfolgreiche Firma. Seine Frau Lisa ist Schuhdesignerin. Aus Peters Sicht führen sie eine glückliche Ehe. Beruflich ist Lisa häufig in Italien. Jedoch berichtet sie nur recht kurz angebunden von den Reisen.
Lisa stirbt an Krebs. Peter findet in ihrer Mailbox eine Nachricht eines unbekannten Anrufers und wird daraufhin misstrauisch. Er entdeckt in ihrem Laptop einen passwortgeschützten Ordner, dessen Passwort er zunächst nicht herausfindet, doch hat er nach Lisas Tod von ihr einen Zettel erhalten, von dem sich nach einiger Zeit herausstellt, dass er das gesuchte Passwort preisgibt. Der Ordner enthält Fotos, die Lisa und einen anderen Mann als Liebespaar zeigen. Peter ist außer sich vor Wut und Trauer. Er streitet sich mit seiner Tochter Abigail.
Peter findet die Identität des anderen Mannes namens Ralph sowie dessen Wohnort in Italien heraus und reist mit Mord-Absichten dorthin. Er macht seine Bekanntschaft und spielt in einem Cafe Schach mit ihm. Er findet heraus, dass Ralph zwar eine Adresse in einem prächtigen Haus hat, dort aber nur Hausmeister ist. Darüber verflüchtigt sich seine Mordlust.
Peter lädt Ralph über Lisas E-Mail-Account an den Comer See zu einem Essen in ein Hotel ein – an genau jenen Ort, an dem Lisa und Ralph gemeinsam gewohnt haben und die Fotos entstanden sind. Ralph nimmt an, diese Einladung stamme von Lisa. Er erzählt Peter davon und beklagt, dass er kein Geld habe, dorthin zu fahren und hinterher in London eine Party mit Lisa zu feiern. Bereitwillig gibt Peter ihm Geld.
Als Ralph wie vereinbart im Hotel am Comer See eintrifft, sitzt nicht wie erwartet Lisa, sondern Peter am Tisch, der ihn nun aufklärt, dass Lisa seine Frau war und dass sie gestorben ist.
Ralph lädt Lisas Freunde und Kollegen zu einer Feier in London ein. Verspätet treffen auch Peter, seine Tochter und deren Freund dort ein. Sowohl Ralph als auch Peter bringen Toasts auf Lisa aus. Nach der Feier hat sich Peters Verhältnis zu seiner Tochter entspannt und Peter akzeptiert auch deren Freund.

## Hintergrund
Der Film wurde in London, Cambridgeshire und Middlesex in England gedreht. Weitere Aufnahmen entstanden in Italien in Mailand und am Comer See. Die Dreharbeiten begannen am 14. Februar 2008. Das Budget des Films belief sich auf rund 15 Millionen US-Dollar. Am 7. September 2008 feierte der Film seine Weltpremiere beim Toronto International Film Festival. Es folgten weitere Vorführungen bei diversen Filmfestivals, darunter am 5. Februar 2009 beim European Film Market. In den USA lief der Film am 25. September 2009 in den Kinos an. In den deutschen Kinos war er ab dem 1. Juli 2010 zu sehen. Am 26. November 2010 wurde der Film in Deutschland von Koch Media auf DVD und Blu-ray Disc mit einer FSK-12-Freigabe veröffentlicht.
Ursprünglich sollte die Rolle der Lisa von Juliette Binoche gespielt werden, letztlich wurde diese Rolle jedoch an Laura Linney vergeben.

## Synchronisation
| Darsteller       | Sprecher         | Rolle |
| ---------------- | ---------------- | ----- |
| Laura Linney     | Katrin Fröhlich  | Lisa  |
| Liam Neeson      | Bernd Rumpf      | Peter |
| Antonio Banderas | Bernd Vollbrecht | Ralph |

## Rezeption
Das Lexikon des internationalen Films urteilt, der Film sei ein „kammerspielartiges Eifersuchtsdrama nach einer Kurzgeschichte von Bernhard Schlink, das sich in Redundanzen und wenig glaubhaften Gefühlsbehauptungen verliert. Trotz interessanter Ansätze bleibt die geschilderte Dreiecksbeziehung ohne Spannung.“
Ulf Lepelmeier von Filmstarts ist der Meinung, der Film sei „eine krude Mischung aus Psychothriller und Drama […], die ihrem namhaften Cast kaum Raum zur Entfaltung bietet“. Es handle sich um einen „unglücklich konstruierten Thriller“, dessen Geschichte „fadenscheinig dramatisiert“ sei, so dass sie „ihrer emotionalen Tiefe beraubt“ wurde. „Mit der konstant aggressiven Atmosphäre wirkt das zurückgenommene Ende nicht mehr schlüssig, zu abrupt müssen die Figuren ihre Haltung zueinander ändern. Durch die dunkle Bebilderung und die dramatische Musikuntermalung wird auf einen Spannungsbogen hingearbeitet, der sich aus Schlinks Vorlage nicht ergibt.“ Lepelmeiers Fazit lautet: „Durch die unnötig verschachtelte Erzählstruktur und das Zurückhalten einer Schlüsselinformation bläht er eine ursprünglich intim-zurückgenommene Geschichte um Vertrauen, Eifersucht und Vergebung zu einem leidlich spannenden Thrillerdrama auf, das kaum mitreisst und sich seinen Schlusstwist, der eigentlich keiner ist, zu teuer erkauft.“